# استیگ نیستروم
استیگ نیستروم (سوئدی: Stig Nyström؛ ۲۵ نوامبر ۱۹۱۹ – ۳۱ ژوئیهٔ ۱۹۸۳) بازیکن فوتبال اهل سوئد بود.
از باشگاه‌هایی که در آن بازی کرده‌است می‌توان به باشگاه فوتبال دیورگاردن اشاره کرد.
وی به‌همراه تیم ملی فوتبال سوئد در بازی‌های المپیک تابستانی ۱۹۴۸ به مقام قهرمانی دست پیدا کرده‌است.